# Ann Todd
Ann Todd, nata Dorothy Anne Todd (Hartford, 24 gennaio 1909 – Londra, 6 maggio 1993), è stata un'attrice inglese.

## Biografia
Nata ad Hartford nel Cheshire, si trasferì con la famiglia a Londra, dove compì gli studi alla St. Winifrid's School. Dopo il diploma divenne insegnante di recitazione alla Royal Central School of Speech and Drama, ma presto la sua attività professionale la portò a calcare il palcoscenico come attrice, e poi a recitare sui set cinematografici inglesi in piccole parti.
Ebbe i primi ruoli di rilievo sul grande schermo verso la metà degli anni trenta, in particolare con la magistrale interpretazione di una donna folle nella pellicola La cavalcata delle follie (1937) di Victor Saville, a fianco di Ralph Richardson.
Ma fu nel decennio seguente che raggiunse la grande popolarità, come protagonista dei film Intermezzo matrimoniale (1945) di Alexander Korda, e Settimo velo (1945) di Compton Bennett, a fianco di James Mason, un dramma psicologico dove la Todd interpretò il ruolo di una pianista, caduta in depressione dopo un incidente e incapace di continuare a suonare. Quest'ultimo ruolo la rese celebre anche a livello internazionale, ponendola all'attenzione del pubblico e della critica statunitensi.
Entrata ormai a far parte dello star system inglese, fornì un'altra grande prova drammatica nel giallo Il caso Paradine (1947) di Alfred Hitchcock, dove interpretò la moglie tradita di Gregory Peck, un avvocato che perde la testa per una bellissima cliente (Alida Valli).
Sul set del film Sogno d'amanti (1949) incontrò il regista David Lean. I due s'innamorarono e la loro passione travolgente li spinse ad abbandonare i rispettivi coniugi e le loro famiglie per unirsi in matrimonio (Lean era cugino del secondo marito della Todd, Nigel Tangye). Lean dirigerà ancora in un altro celebre melodramma, L'amore segreto di Madeleine (1950), storia di una passione proibita nella Scozia di metà '800, e in un film ambientato nell'aviazione, Ali del futuro (1952).
Dopo questa interpretazione l'attrice perse interesse per il cinema, pur continuando ad interpretare alcuni ruoli per il grande schermo fino a Il fattore umano (1979) di Otto Preminger. Continuò invece a recitare in teatro all'Old Vic di Londra dove interpretò magistralmente Lady Macbeth. Nel contempo si dedicò alla realizzazione di alcuni documentari di viaggio, attività che la portò in giro per il mondo, dal Nepal alle Isole Ebridi.
Morì d'infarto a Londra all'età di 84 anni.

## Riconoscimenti
- Young Hollywood Hall of Fame[1]

## Filmografia

### Cinema
- These Charming People, regia di Louis Mercanton (1931)
- The Ghost Train, regia di Walter Forde (1931)
- Keepers of Youth, regia di Thomas Bentley (1931)
- The Water Gipsies, regia di Maurice Elvey (1932)
- Il difensore misterioso (The Return of Bulldog Drummond), regia di Walter Summers (1934)
- La vita futura (Things to Come), regia di William Cameron Menzies (1936)
- Una partita scandalosa (Action for Slander), regia di Tim Whelan, Victor Saville (1937)
- Il delatore (The Squeaker), regia di William K. Howard (1937)
- La cavalcata delle follie (South Riding), regia di Victor Saville (1937)
- Poison Pen, regia di Paul L. Stein (1939)
- Danny Boy, regia di Oswald Mitchell (1941)
- Ships with Wings, regia di Sergei Nolbandov (1941)
- Intermezzo matrimoniale (Perfect Strangers), regia di Alexander Korda (1945)
- Settimo velo (The Seventh Veil), regia di Compton Bennett (1945)
- Gaiety George, regia di George King, Leontine Sagan (1946)
- Il caso Paradine (The Paradine Case), regia di Alfred Hitchcock (1947)
- Amarti è la mia dannazione (So Evil My Love), regia di Lewis Allen (1948)
- Il boia arriva all'alba (Day Break), regia di Compton Bennett (1948)
- Sogno d'amanti (The Passionate Friends), regia di David Lean (1949)
- L'amore segreto di Madeleine (Madeleine), regia di David Lean (1950)
- Ali del futuro (The Sound Barrier), regia di David Lean (1952)
- La sciarpa verde (The Green Scarf), regia di George More O'Ferrall (1954)
- L'alibi dell'ultima ora (Time Without Pity), regia di Joseph Losey (1957)
- La casa del terrore (A Taste of Fear), regia di Seth Holt (1961)
- Il figlio del capitan Blood (El hijo del capitán Blood), regia di Tulio Demicheli (1962)
- The Fiend, regia di Robert Hartford-Davis (1972)
- Il fattore umano (The Human Factor), regia di Otto Preminger (1979)

### Televisione
- The Alcoa Hour – serie TV, episodio 1x01 (1955)
- Climax! – serie TV, episodio 4x12 (1957)
- General Electric Theater – serie TV, episodio 6x14 (1958)
- Alfred Hitchcock presenta (Alfred Hitchcock Presents) – serie TV, episodio 3x16 (1958)
- Thriller – serie TV, episodio 2x08 (1961)

## Doppiatrici italiane
- Dhia Cristiani: L'amore segreto di Madeleine, L'alibi dell'ultima ora
- Andreina Pagnani: Settimo velo
- Renata Marini: Il caso Paradine
- Lydia Simoneschi: Amarti è la mia dannazione
- Rosetta Calavetta: La casa del terrore